# Lliga Nacional Somali
La Lliga Nacional Somali fou un partit polític de Somàlia fundat el 1947 derivada de l'organització semipolítica Societat Nacional de Somaliland. Va ser un partit amb representació a les eleccions al Consell Legislatiu de Somàlia Britànica de 1957 i 1960, durant l'autonomia, i després de la unió amb Somàlia Italiana un dels partits més importants en el període democràtic  participant en el primer govern de coalició amb la Lliga de la Joventut Somali i el Partit Unit Somali. Va desaparèixer en ser prohibits el partits el 1969.